# Nuoto ai Giochi della XIX Olimpiade - 100 metri farfalla femminili
La competizione dei 100 metri farfalla femminili di nuoto ai Giochi della XIX Olimpiade si è svolta nei giorni 20 e 21 ottobre 1968 alla Piscina Olímpica Francisco Márquez di Città del Messico.

## Programma
| Data            | Round        | Note                                |
| --------------- | ------------ | ----------------------------------- |
| 20 ottobre 1968 | 5 Batterie   | I migliori 16 tempi alle semifinali |
| 21 ottobre      | 2 Semifinali | I migliori 8 tempi alla finale      |
| 22 ottobre      | Finale       |                                     |

## Risultati

### Batterie
| Pos. | Atleta              | Nazione        | Totale | Pos F |
| ---- | ------------------- | -------------- | ------ | ----- |
| 1    | Heike Hustede-Nagel | Germania Ovest | 1'07"7 | 6 Q   |
| 2    | Ada Kok             | Paesi Bassi    | 1'08"5 | 9 Q   |
| 3    | Jeanne Warren       | Canada         | 1'10"0 | 14 Q  |
| 4    | Yasuko Fujii        | Giappone       | 1'10"1 | 15 Q  |
| 5    | Patricia Obregón    | Messico        | 1'12"4 | 20    |
| 6    | Nam Sang-Nam        | Corea del Sud  | 1'16"9 | 27    |

| Pos. | Atleta              | Nazione          | Totale | Pos F |
| ---- | ------------------- | ---------------- | ------ | ----- |
| 1    | Ellie Daniel        | Stati Uniti      | 1'07"2 | 3 Q   |
| 2    | Tat'jana Dev"jatova | Unione Sovietica | 1'07"6 | 5 Q   |
| 3    | Christine Strübing  | Germania Est     | 1'09"2 | 12 Q  |
| 4    | Nel Bos             | Paesi Bassi      | 1'09"5 | 13 Q  |
| 5    | Oei Liana           | Taiwan           | 1'11"2 | 18    |
| 6    | Vivienne Smith      | Irlanda          | 1'13"1 | 21    |
| 7    | Catherine Grosjean  | Francia          | 1'14"6 | 23    |

| Pos. | Atleta          | Nazione   | Totale | Pos F |
| ---- | --------------- | --------- | ------ | ----- |
| 1    | Lyn McClements  | Australia | 1'06"1 | 1 Q   |
| 2    | Andrea Gyarmati | Ungheria  | 1'07"4 | 4 Q   |
| 3    | Yvonne Tobis    | Israele   | 1'12"0 | 19    |

| Pos. | Atleta         | Nazione       | Totale | Pos F |
| ---- | -------------- | ------------- | ------ | ----- |
| 1    | Helga Lindner  | Germania Est  | 1'08"0 | 7 Q   |
| 2    | Toni Hewitt    | Stati Uniti   | 1'08"1 | 8 Q   |
| 3    | Margaret Auton | Gran Bretagna | 1'08"5 | 9 Q   |
| 4    | Carmen Gómez   | Colombia      | 1'14"7 | 24    |
| 5    | Ruth Apt       | Uruguay       | 1'15"3 | 25    |
| 6    | Ana Marcial    | Porto Rico    | 1'17"1 | 28    |

| Pos. | Atleta             | Nazione       | Totale | Pos F |
| ---- | ------------------ | ------------- | ------ | ----- |
| 1    | Susan Shields      | Stati Uniti   | 1'06"2 | 2 Q   |
| 2    | Sandra Whittleston | Nuova Zelanda | 1'08"5 | 9 Q   |
| 3    | Gillian Treers     | Gran Bretagna | 1'10"6 | 16 Q  |
| 4    | Marilyn Corson     | Canada        | 1'10"7 | 17    |
| 5    | Pauline Gray       | Australia     | 1'13"5 | 22    |
| 6    | Adriana Comolli    | Argentina     | 1'16"5 | 26    |

### Semifinali
| Pos. | Atleta              | Nazione        | Totale | Pos F |
| ---- | ------------------- | -------------- | ------ | ----- |
| 1    | Ada Kok             | Paesi Bassi    | 1'06"2 | 3 Q   |
| 2    | Susan Shields       | Stati Uniti    | 1'06"3 | 4 Q   |
| 3    | Andrea Gyarmati     | Ungheria       | 1'06"6 | 5 Q   |
| 4    | Heike Hustede-Nagel | Germania Ovest | 1'07"0 | 6 Q   |
| 5    | Toni Hewitt         | Stati Uniti    | 1'07"9 | 8 Q   |
| 6    | Christine Strübing  | Germania Est   | 1'08"2 | 9     |
| 7    | Jeanne Warren       | Canada         | 1'09"7 | 15    |
| 8    | Gillian Treers      | Gran Bretagna  | 1'10"6 | 16    |

| Pos. | Atleta              | Nazione          | Totale | Pos F |
| ---- | ------------------- | ---------------- | ------ | ----- |
| 1    | Ellie Daniel        | Stati Uniti      | 1'06"1 | 1 Q   |
| 2    | Lyn McClements      | Australia        | 1'06"1 | 1 Q   |
| 3    | Helga Lindner       | Germania Est     | 1'07"7 | 7 Q   |
| 4    | Tat'jana Dev"jatova | Unione Sovietica | 1'08"4 | 10    |
| 5    | Nel Bos             | Paesi Bassi      | 1'08"5 | 11    |
| 6    | Sandra Whittleston  | Nuova Zelanda    | 1'08"7 | 12    |
| 7    | Margaret Auton      | Gran Bretagna    | 1'08"8 | 13    |
| 8    | Yasuko Fujii        | Giappone         | 1'09"4 | 14    |

### Finale
| Pos.    | Atleta              | Nazione        | Totale | Nota |
| ------- | ------------------- | -------------- | ------ | ---- |
| Oro     | Lyn McClements      | Australia      | 1'05"5 |      |
| Argento | Ellie Daniel        | Stati Uniti    | 1'05"8 |      |
| Bronzo  | Susan Shields       | Stati Uniti    | 1'06"2 |      |
| 4       | Ada Kok             | Paesi Bassi    | 1'06"2 |      |
| 5       | Andrea Gyarmati     | Ungheria       | 1'06"8 |      |
| 6       | Heike Hustede-Nagel | Germania Ovest | 1'06"9 |      |
| 7       | Toni Hewitt         | Stati Uniti    | 1'07"5 |      |
| 8       | Helga Lindner       | Germania Est   | 1'07"6 |      |